# Jaguar S.S.100
Jaguar S.S.100 модель британської компанії S.S. Cars Ltd. (з 1945 Jaguar), створена на основі моделі S.S.90 з кузовом двомісний родстер. Перша модель, що носила назву Jaguar. S.S.100 почали випускати восени 1935 разом з моделлю Jaguar 2 ½ Litre.

## Історія

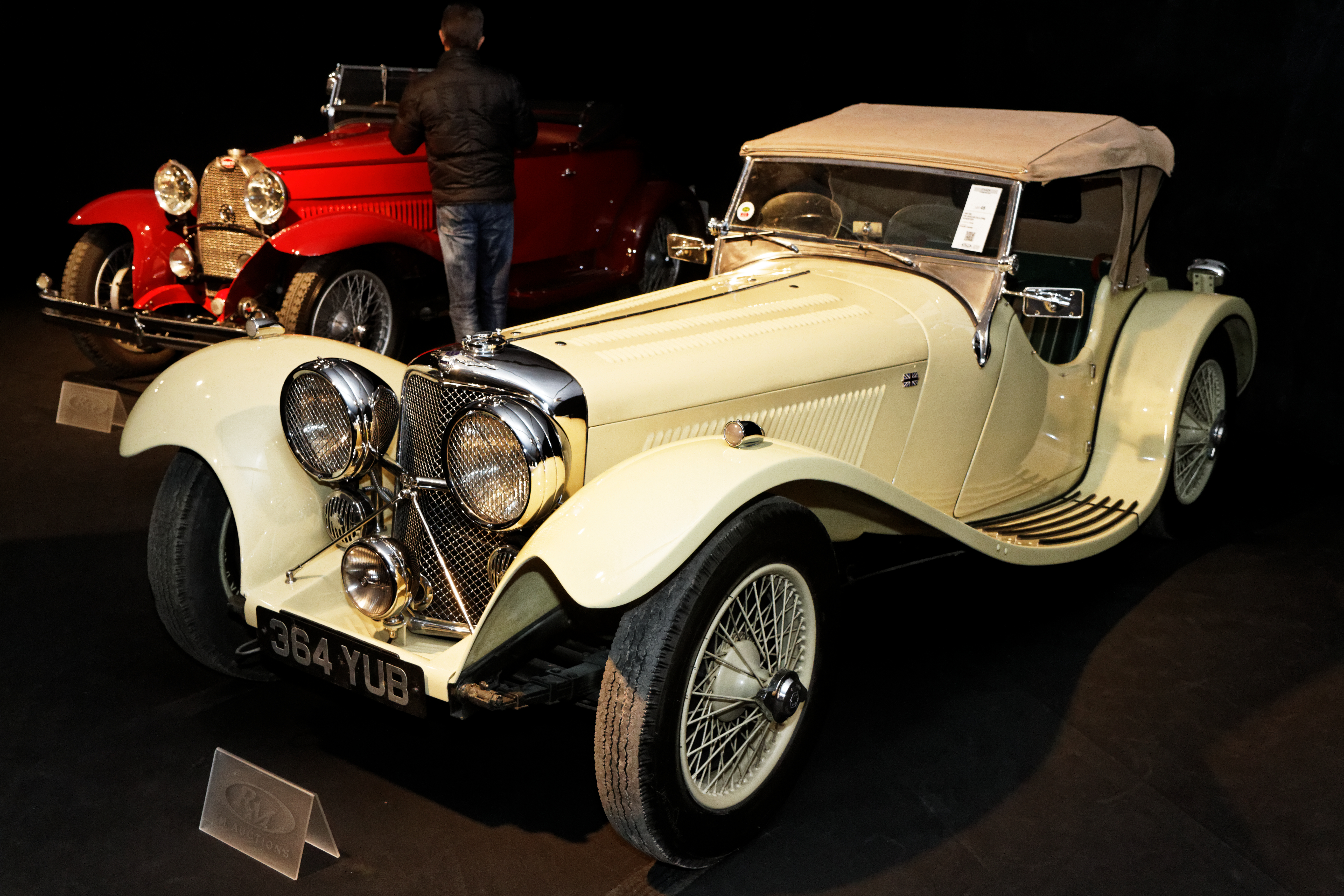
Jaguar S.S.100. 1937

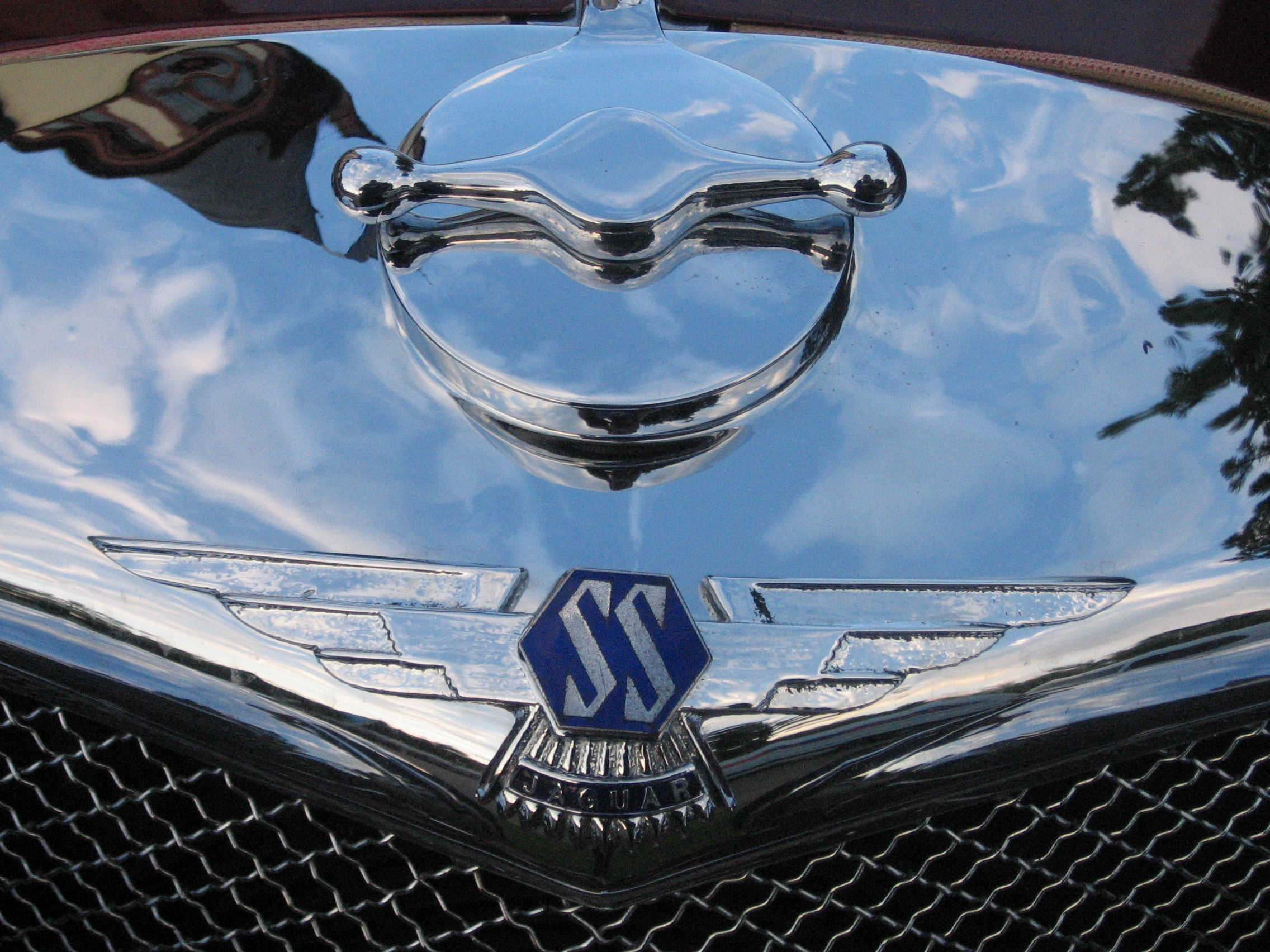
Декор радіатора

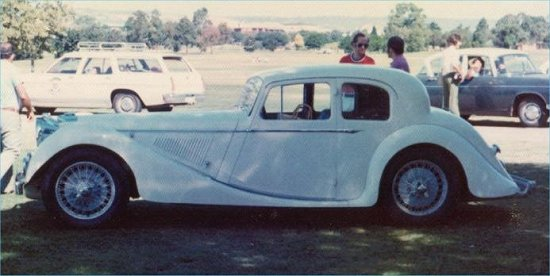
Jaguar S.S.100. Купе. 1938

Jaguar S.S.100 отримав 6-циліндровий мотор в 2663 см³, як і в моделі S.S. 2 ½ю, і розвивав швидкість 160 км/год. Наприкінці 1937 на модель встановили 6-циліндровий мотор в 3485 см³ потужністю 125 к.с., що дозволяло розвинути 164 км/год. До Лондонського автосалону у жовтні 1938 виготовили 1 екземпляр з кузовом двомісне купе. Модифікацію з мотором 2,5 л виготовили 191 шт., з мотором 3,5 л 118 шт. З початком війни випуск S.S.100 припинили.